# Корея на зимових Олімпійських іграх 2018
Об'єднана збірна Кореї на зимових Олімпійських іграх 2018 року представлена 35 спортсменками в жіночому хокейному турнірі. Збірна виступала під прапором Об'єднання. Гімном команди була популярна народна пісня «Аріран». При цьому всі інші спортсмени з Південної Кореї та Північної Кореї будуть виступати на Іграх під прапором своєї країни.
20 січня 2018 року було підписано угоду між двома корейськими державами і МОК про створення спільної збірної в жіночому хокеї, куди увійдуть представниці обох держав. Раніше корейські спортсмени спільно брали участь тільки в параді націй під час церемоній відкриття Олімпійських ігор. Також пропонувалося виставити об'єднану чоловічу четвірку в бобслеї, але пропозиція не була підтримана.